# Tak for svaneæg
Tak for svaneæg er afsnit 44 i Frank Hvam og Casper Christensens sitcom Klovn, første gang vist på TV2 Zulu 24. marts 2008.

## Handling
Mia er begyndt til croquis, men synes ikke Frank støtter op om hendes kreative udfoldelser, han er mere optaget af ham, der har stået model for hende. Senere kommer problemerne med bl.a. en skraldemand og 15-minuttersreglen.

## Hovedskuespillere
- Casper Christensen som Casper
- Iben Hjejle som Iben
- Frank Hvam som Frank
- Mia Lyhne som Mia

## Gæsteoptrædener
- Bille August som Bille August

| Fjernsyn | Spire Denne artikel om et tv-program er en spire som bør udbygges. Du er velkommen til at hjælpe Wikipedia ved at udvide den. |